# Pruška
Pruška (cyr. Прушка) – miasto w Czarnogórze, w gminie Bijelo Polje. W 2011 roku liczyło 2165 mieszkańców.